# Уртумпаскуаль
Уртумпаскуаль (ісп. Hurtumpascual) — муніципалітет в Іспанії, у складі автономної спільноти Кастилія-і-Леон, у провінції Авіла. Населення — 79 осіб (2010).
Муніципалітет розташований на відстані близько 120 км на захід від Мадрида, 35 км на захід від Авіли.
На території муніципалітету розташовані такі населені пункти: (дані про населення за 2010 рік)
- Гамональ-де-ла-Сьєрра: 24 особи
- Уртумпаскуаль: 28 осіб
- Віньєгра-де-ла-Сьєрра: 27 осіб

## Демографія
Динаміка населення (INE ):